# Маттеи, Алессандро
Алессандро Маттеи (итал. Alessandro Mattei; 20 февраля 1744, Рим, Папская область — 20 апреля 1820, Рим, Папская область) — итальянский куриальный кардинал. Архиепископ Феррары с 17 февраля 1777 по 2 апреля 1800. Вице-декан Священной Коллегии кардиналов с 27 марта 1809 по 26 сентября 1814. Апостольский продатарий с 14 июня 1814 по 20 апреля 1820. Префект Священной конгрегации церемониала и Декан Священной Коллегии кардиналов с 26 сентября 1814 по 20 апреля 1820. Кардинал in pectore с 12 июля 1779 по 27 мая 1782. Кардинал-священник с титулом церкви Санта-Бальбина с 27 мая 1782 по 3 апреля 1786. Кардинал-священник с титулом церкви Санта-Мария-ин-Арачели с 3 апреля 1786 по 2 апреля 1800. Кардинал-епископ Палестрины с 2 апреля 1800 по 27 марта 1809. Кардинал-епископ Порто и Санта-Руфины с 27 марта 1809 по 26 сентября 1814. Кардинал-епископ Остии и Веллетри с 26 сентября 1814 по 20 апреля 1820.